# Lia Lola V. Kotnik
Lia Lola V. Kotnik (prej Vlado Kotnik), slovenska (transspolna) antropologinja, sociologinja in filozofinja, * 17. februar 1975, Celje.
Predava na Oddelku za medijske študije Fakultete za humanistične študije Univerze na Primorskem v Kopru.
Področja dela: medijski študiji, komunikacijski študiji, študiji manipulacije, študiji občinstva, operni študiji, študiji spolov, transspolni študiji, modni študiji, kulturni študiji, antropologija opere, antropologija spektakla, socialna antropologija, zgodovinska antropologija, antropologija vsakdanjega življenja, epistemologija humanističnih in družbenih znanosti.

## Dela
- Kotnik, Vlado (2003). Reprezentacije opere. Ljubljana: Samozaložba. ISBN 961-236-556-3.
- Kotnik, Vlado (2005). Antropologija opere. Koper: Univerzitetna založba Annales. ISBN 961-6033-59-X.
- Kotnik, Vlado (2005) (Sour.). Monografija o ISH. Ljubljana: Tropos. ISBN 961-91533-1-6.
- Kotnik, Vlado (2006). L'Opéra dans l'arène du provincialisme et du nationalisme. Pariz: Le Manuscrit. ISBN 2-7481-4948-3.
- Kotnik, Vlado (2006). (Ur.). Reflections on Opera / Réflexions sur l’opéra. Ljubljana: Tropos. ISSN 1854-0376.
- Kotnik, Vlado (2010). Opera, Power and Ideology. Frankfurt: Peter Lang Verlag. ISBN 978-3-631-59628-9.
- Kotnik, Vlado (2012). Operno občinstvo v Ljubljani. Koper: Univerzitetna založba Annales. ISBN 978-961-6732-37-6.
- Kotnik, Vlado (2013). (Soavt.). Razprava o spektaklu. Koper: Univerzitetna založba Annales. ISBN 978-961-6862-50-9.
- Kotnik, Vlado (2013). (Ur.). Mediji in nacionalne manjšine. Koper: Univerzitetna založba Annales. ISBN 978-961-6862-59-2.
- Kotnik, Vlado (2013). (Sour). Časopisi brez bralcev? Koper: Univerzitetna založba Annales. ISBN 978-961-6862-60-8.
- Kotnik, Vlado (2016). Homo academicus in mediji. Koper: Univerzitetna založba Annales. ISBN 978-961-6964-67-8.
- Kotnik, Vlado (2016). Opera as Anthropology. Newcastle upon Tyne: Cambridge Scholars Publishing. ISBN 978-1-4438-9757-0.
- Kotnik, Vlado (2019). Medijske etnografije. Koper: Založba Univerze na Primorskem. ISBN 978-961-7055-58-0.
- Kotnik, Vlado (2019). Small Places, Operatic Issues. Newcastle upon Tyne: Cambridge Scholars Publishing. ISBN 978-1-5275-2823-9.
- Kotnik, Vlado (2019). Goljufivi marmorin. Ljubljana: Underground Press & Šmarješke Toplice: Stella. ISBN 978-961-246-221-5.
- Kotnik, Vlado (2022). Trans(spol)nost. Ljubljana: Krtina. ISBN 979-961-260-151-5.
- Kotnik, Vlado (2022). (Soavt.). Več kot moda. Koper: Založba Univerze na Primorskem. ISBN 978-961-293-232-9.
- Kotnik, Vlado (2024). (Sour.). Popular Culture in Post-Socialism. Belgrade: University of Belgrade Press. ISBN 978-86-6427-300-8
- Kotnik, Lia Lola V. (2025). Lying Beyond Scruples. Newcastle upon Tyne: Cambridge Scholars Publishing. ISBN 978-1-0364-1727-7